# FAIR-Prinzipien

FAIR principles

Die internationalen FAIR-Prinzipien sind Leitlinien für die Beschreibung, Speicherung und Veröffentlichung wissenschaftlicher oder Verwaltungsdaten.
FAIR ist ein Akronym für:
- Findable – auffindbar
- Accessible – zugänglich
- Interoperable – interoperabel
- Reusable – wiederverwendbar

Die internationalen FAIR-Prinzipien wurden 2014 bei einem Treffen in Leiden formuliert. Zwei Jahre später, nach einer offenen Konsultation, wurden die FAIR-Prinzipien veröffentlicht. Die Prinzipien dienen als Richtlinien, um Daten unter klar beschriebenen Bedingungen für die Wiederverwendung durch Menschen und Maschinen geeignet zu machen. Es handelt sich bewusst um Grundsätze und nicht um Normen. Der Grund dafür ist, dass sich Daten und die Art ihrer Verarbeitung von einem wissenschaftlichen Bereich zum anderen unterscheiden. Die verschiedenen Bereiche können ihre eigenen Standards auf der Grundlage der FAIR-Grundsätze entwickeln. Mehrere Organisationen und Disziplinen nutzen seitdem FAIR-Standards, um Tools und Schulungen zu entwickeln. Seit der Veröffentlichung der FAIR-Prinzipien werden diese nun auch für Software, Arbeitsabläufe, wissenschaftliche Dienstleistungen und für die Verwaltungs- und Gesundheitsdigitalisierung als anwendbar angesehen. Sie sind ein wichtiger Baustein für die Nachnutzbarkeit von Forschungsdaten und damit für Open Science.

## Prinzipien
Die vier Abkürzungen wurden zu 15 Prinzipien weiterentwickelt:

### F – auffindbar
- F1 (Meta-)Daten sind mit einem weltweit eindeutigen und dauerhaften persistent identifier versehen.
- F2 (Meta-)Daten werden mit umfangreichen Metadaten beschrieben.
- F3 (Meta-)Daten sind in einer durchsuchbaren Ressource registriert oder indiziert.
- F4 (Meta-)Daten enthalten eine klare und eindeutige Identifizierung der Daten, die sie beschreiben.

### A – zugänglich
- A1 (Meta-)Daten können anhand ihrer Identifizierung über ein standardisiertes Kommunikationsprotokoll abgerufen werden.
  - A1.1 das Protokoll ist offen, frei und universell implementierbar.
  - A1.2 das Protokoll ermöglicht bei Bedarf ein Authentifizierungs- und Autorisierungsverfahren.
- A2 – (Meta-)Daten sind zugänglich, auch wenn die Daten nicht mehr verfügbar sind.

### I – interoperabel
- I1 (Meta-)Daten verwenden eine formale, zugängliche, gemeinsame und weithin anwendbare Sprache zur Wissensdarstellung.
- I2 (Meta-)Daten verwenden Vokabulare, die den FAIR-Grundsätzen entsprechen.
- I3 (Meta-)Daten enthalten qualifizierte Verweise auf andere (Meta-)Daten.

### R – wiederverwendbar
- R1 (Meta-)Daten haben mehrere genaue und relevante Attribute.
  - R1.1 (Meta-)Daten werden mit einer klaren und zugänglichen Datennutzungslizenz freigegeben.
  - R1.2 (Meta-)Daten sind mit ihrer Herkunft verbunden.
  - R1.3 (Meta-)Daten entsprechen den für den Bereich relevanten Gemeinschaftsstandards.

## FAIR in Verbindung mit offenen Prinzipien
Die Verwendung von offenen Ansätzen in der Wissenschaft, Gesundheit und Verwaltung verbindet:
- Offenlegung von Daten, um z. B. diese in anderen Kontexten wieder zu nutzen oder mit eigenen Analysen zu vergleichen. Ein Beispiel ist die Offenlegung, Finden, Teilen und Referenzieren von Open Government Data-Verwaltungsdaten, z. B. mittels des international DCAT-Standards.[4]
- Open-Source-Code wird z. B. verwendet, um eine Datenanalyse durchzuführen. Dieser Code wird durch die Offenlegung für andere Wissenschaftler reproduzierbar und man kann diese analog auf weitere Daten anwenden. Ferner kann die syntaktische Struktur der Datenanalyse mit Open-Source-Code von einer Programmiersprache A in eine andere Programmiersprache B übertragen werden. Bei dem Übertragen kann man Tests durchführen, ob die Datenanalyse in Programmiersprache B die gleichen Resultate liefern.
- Open Educational Resources können verwendet werden, um andere Wissenschaftler in die Lage zu versetzen, mit dem Open-Source-Code und den verfügbaren Daten eine strukturgleiche Analyse mit eigenen Daten umzusetzen. Diese Bildungsressourcen können z. B. technischer Art oder methodischer Art und über die mit den Metadaten kodierten Informationen hinausgehen.